# Thomas M. Paschal

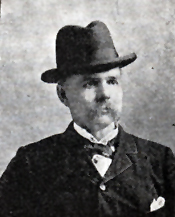
Thomas M. Paschal

Thomas Moore Paschal (* 15. Dezember 1845 in Alexandria, Louisiana; † 28. Januar 1919 in New York City) war ein US-amerikanischer Politiker. Zwischen 1893 und 1895 vertrat er den Bundesstaat Texas im US-Repräsentantenhaus.

## Werdegang
Noch als Kleinkind kam Thomas Paschal im Jahr 1846 mit seinen Eltern nach San Antonio in Texas, wo er später private Schulen und das St. Mary’s College besuchte. Danach war er bis 1866 am Centre College in Danville (Kentucky). Nach einem anschließenden Jurastudium und seiner 1867 erfolgten Zulassung als Rechtsanwalt begann er in San Antonio in diesem Beruf zu arbeiten. Im Jahr 1867 wurde er auch juristischer Vertreter dieser Stadt. Von 1867 bis 1869 war Paschal zusätzlich Bundesbeauftragter (Commissioner) für den westlichen Teil des Staates Texas. In den Jahren 1870 und 1871 fungierte er als Richter am Kriminalgericht von San Antonio. Von 1870 bis 1873 lebte er in Castroville und danach in Brackett. Zwischen 1871 und 1875 war er Staatsanwalt im 24. Gerichtsbezirk seines Staates; von 1876 bis 1892 amtierte er als Richter im 38. Gerichtsbezirk. Zwischenzeitlich war er auch Auslieferungsagent (Extradition Agent) zwischen den Vereinigten Staaten und Mexiko.
Politisch war Paschal Mitglied der Demokratischen Partei. Bei den Kongresswahlen des Jahres 1892 wurde er im damals neu eingerichteten zwölften Wahlbezirk von Texas in das US-Repräsentantenhaus in Washington, D.C. gewählt, wo er am 4. März 1893 sein neues Mandat antrat. Da er im Jahr 1894 von seiner Partei nicht zur Wiederwahl nominiert wurde, konnte er bis zum 3. März 1895 nur eine Legislaturperiode im Kongress absolvieren.
Nach dem Ende seiner Zeit im US-Repräsentantenhaus praktizierte Thomas Paschal wieder als Anwalt. Im Juli 1896 war er Delegierter zur Democratic National Convention in Chicago, auf der William Jennings Bryan erstmals als Präsidentschaftskandidat nominiert wurde. Er starb am 28. Januar 1919 in New York und wurde in San Antonio beigesetzt.